# Barbara Levstik
Barbara Levstik, slovenska dramska igralka, * 17. januar 1950, Ljubljana, † 25. marec 2009, Ljubljana.
Bila je hči igralke Vide Levstik. Leta 1975 je diplomirala iz dramske igre na AGRFT v Ljubljani. Od leta 1977 je bila članica ansambla Ljubljanska Drama, sicer pa je nastopala še v gladališču Ane Monro, v ljubljanskem gledališču Glej, v nekaterih filmih, preizkusila pa se je tudi kot šansonjerka. S prepevanjem pesmi je sicer bolj zaslovela Barbarina starejša sestra Katja Levstik, ki je bila prav tako igralka. Barbara je bila poročena (in kasneje ločena) s slovenskim igralcem Radkom Poličem, nato pa z Miho Zadnikarjem. 